# Conway-Kreis

Dreieck ABC mit zugehörigem Conway-Kreis und Inkreis, I ist Mittelpunkt von Conway-Kreis und Inkreis, r ist Radius des Inkreises

Das Conway-Kreis-Theorem ist ein nach dem britischen Mathematiker John Horton Conway benanntes Theorem der Euklidischen Geometrie. Es beschreibt, wie man zu einem gegebenen Dreieck sechs Punkte auf dessen verlängerten Dreiecksseiten konstruiert, die auf einem gemeinsamen Kreis liegen. Dieser wird als Conway-Kreis des Dreiecks bezeichnet.

## Theorem
Wenn die Seiten eines Dreiecks an jeden Eckpunkt jeweils um die Länge der dem Eckpunkt gegenüberliegenden Dreiecksseiten verlängert werden, dann liegen die Enden dieser Verlängerungen auf einem gemeinsamen Kreis, dem sogenannten Conway-Kreis. Dieser Kreis hat denselben Mittelpunkt wie der Inkreis des Dreiecks.

## Beweise

Strecken gleicher Farbe sind gleich lang,

### Anhand von Inkreis und Tangenten
Man betrachtet den Inkreis des Dreiecks {\displaystyle \triangle ABC} mit Mittelpunkt {\displaystyle I}, der die Dreiecksseiten {\displaystyle a,b,c} in den Punkten {\displaystyle F_{a},F_{b},F_{c}} berührt. Da die Dreiecksseiten Tangenten an den Inkreis sind, gilt {\displaystyle |AF_{b}|=|AF_{c}|}, {\displaystyle |BF_{a}|=|BF_{c}|} und {\displaystyle |CF_{b}|=|CF_{a}|}. Wegen  {\displaystyle a=|BF_{a}|+|CF_{a}|}, {\displaystyle b=|AF_{b}|+|CF_{b}|} und {\displaystyle c=|AF_{c}|+|BF_{c}|} gilt dann
{\displaystyle |QF_{a}|=|TF_{a}|=|RF_{b}|=|UF_{b}|=|PF_{c}|=|SF_{c}|}.
Da diese sechs Strecken mit dem Inkreisradius ein rechtwinklige Dreiecke bilden erhält man aufgrund des Kongruenzsatzes SWS oder des Satzes von Pythagoras auch
{\displaystyle |IP|=|IQ|=|IR|=|IS|=|IT|=|IU|}.
Die sechs Punkte {\displaystyle P,Q,R,S,T,U} besitzen also alle den gleichen Abstand von {\displaystyle I} und liegen somit auf einem gemeinsamen Kreis mit {\displaystyle I} als Mittelpunkt.

### Anhand von Winkelhalbierenden
Aus {\displaystyle |AR|=|AS|=a} folgt, dass jeder Kreis, dessen Mittelpunkt auf der Winkelhalbierenden {\displaystyle \omega _{a}} liegt und der durch den Punkt {\displaystyle R} verläuft, auch durch {\displaystyle S} geht. Aus {\displaystyle |CR|=b+a=|CQ|=a+c} folgt, dass jeder Kreis, der auf der Winkelhalbierenden {\displaystyle \omega _{b}} liegt und durch {\displaystyle R} verläuft, auch durch {\displaystyle Q} geht. Daraus folgt, dass der Kreismittelpunkt {\displaystyle I} auf dem Schnittpunkt von {\displaystyle \omega _{a}} und {\displaystyle \omega _{b}} liegt und der Radius gleich {\displaystyle IR} durch die drei Punkte {\displaystyle R,S} und {\displaystyle Q} verläuft. Diese Überlegung gilt analog für jedes Tripel von benachbarten Punkten. Damit liegen alle sechs Punkte auf dem Kreis mit Mittelpunkt {\displaystyle I}, was zu zeigen war.

## Eigenschaften
Für den Radius {\displaystyle \rho } des Conway-Kreises gilt zudem
{\displaystyle \rho ={\sqrt {r^{2}+s^{2}}}={\sqrt {\frac {a^{2}b+ab^{2}+b^{2}c+bc^{2}+a^{2}c+ac^{2}+abc}{abc}}},}
wobei {\displaystyle r} der Inkreisradius ist und {\displaystyle s={\frac {1}{2}}(a+b+c)} dem halben Dreiecksumfang entspricht.

## Verallgemeinerung

Conway-Kreis mit innenliegendem Dreieck

Der Conway-Kreis ist ein Spezialfall einer generellen Kreis-Dreiecks-Beziehung, die man wie folgt erhält:
Bei einem Dreieck mit den Eckpunkten {\displaystyle A,B,C} und einem beliebigen Punkt {\displaystyle P} auf der Strecke {\displaystyle AB} werden die folgenden Strecken konstruiert:
{\displaystyle BQ=BP,CR=CQ,AS=AR,BT=BS,CU=CT}
Dann gilt {\displaystyle AU=AP} und die Punkte {\displaystyle P,Q,R,S,T,U} sind konzyklisch, das bedeutet die sechs Punkte liegen auf einem Kreis, dem Conway-Kreis.